# Jamie Benn
Jamie Randolph Benn, född 18 juli 1989 i Victoria, British Columbia, är en kanadensisk professionell ishockeyspelare som spelar för det amerikanska ishockeylaget Dallas Stars i NHL.

## Biografi
Benn valdes av Dallas Stars som 129:e spelare totalt i 2007 års NHL-draft.
Den 19 september 2013 utsågs Benn till lagkapten för Stars.
2014 var Benn med och vann guld med det kanadensiska landslaget under de Olympiska vinterspelen Sotji.

### 2013–14
Säsongen 2013–14 valdes Benn till NHL:s First All-Star Team (som vänsterforward) efter att ha gjort 79 poäng på 81 matcher.

### 2014–15
Säsongen 2014–15 vann Benn Art Ross Trophy som NHL:s främste poängplockare under grundserien efter att ha spelat ihop totalt 87 poäng, en poäng mer än New York Islanders center John Tavares. Den 11 april 2015, i Dallas Stars sista grundseriematch för säsongen (på hemmarink mot Nashville Predators), registrerades Benn för sammanlagt fyra poäng (tre mål och en målgivande passning). Hans sista poäng, en andrahandsassist på ett mål av lagkamraten Cody Eakin med 8.5 sekunder kvar av matchen, gjorde att han övertog ledningen i poängligan från Tavares. Hade Benn och Tavares slutat på delad första plats poängligan (med 86 poäng vardera) så hade Tavares vunnit Art Ross Trophy eftersom han gjort fler mål under säsongen (38 gentemot Benns 35). Under säsongens tre sista matcher (mot San Jose Sharks, Anaheim Ducks och Nashville Predators) gjorde Benn 10 poäng (fem mål och fem assists).

### 2015–16
Nästkommande säsong, 2015–16, slutade Benn på andra plats i NHL:s poängliga efter att ha spelat ihop 89 poäng, dock hela 17 poäng bakom Chicago Blackhawks högerforward Patrick Kane.

## Personligt
Jamie Benn är yngre bror till Jordie Benn som spelar som back för Brynäs IF.

## Statistik

### Klubbkarriär
| 2004–05    | Peninsula Panthers | VIJHL      | 4   | 1   | 2   | 3   | 2   | 2  | 0  | 0  | 0  | 0  |
| 2005–06    | Peninsula Panthers | VIJHL      | 38  | 31  | 24  | 55  | 92  | 7  | 5  | 7  | 12 | 20 |
| 2005–06    | Victoria Salsa     | BCHL       | 6   | 0   | 0   | 0   | 0   | —  | —  | —  | —  | —  |
| 2006–07    | Victoria Grizzlies | BCHL       | 53  | 42  | 23  | 65  | 78  | —  | —  | —  | —  | —  |
| 2007–08    | Kelowna Rockets    | WHL        | 51  | 33  | 32  | 65  | 68  | 7  | 3  | 8  | 11 | 4  |
| 2008–09    | Kelowna Rockets    | WHL        | 56  | 46  | 36  | 82  | 71  | 19 | 13 | 20 | 33 | 18 |
| 2009–10    | Dallas Stars       | NHL        | 82  | 22  | 19  | 41  | 45  | —  | —  | —  | —  | —  |
| 2009–10    | Texas Stars        | AHL        | —   | —   | —   | —   | —   | 24 | 14 | 12 | 26 | 22 |
| 2010–11    | Dallas Stars       | NHL        | 69  | 22  | 34  | 56  | 52  | —  | —  | —  | —  | —  |
| 2011–12    | Dallas Stars       | NHL        | 71  | 26  | 37  | 63  | 55  | —  | —  | —  | —  | —  |
| 2012–13    | Hamburg Freezers   | DEL        | 19  | 7   | 13  | 20  | 30  | —  | —  | —  | —  | —  |
| 2012–13    | Dallas Stars       | NHL        | 41  | 12  | 21  | 33  | 40  | —  | —  | —  | —  | —  |
| 2013–14    | Dallas Stars       | NHL        | 81  | 34  | 45  | 79  | 64  | 6  | 4  | 1  | 5  | 4  |
| 2014–15    | Dallas Stars       | NHL        | 82  | 35  | 52  | 87  | 64  | —  | —  | —  | —  | —  |
| 2015–16    | Dallas Stars       | NHL        | 82  | 41  | 48  | 89  | 64  | 13 | 5  | 10 | 15 | 10 |
| 2016–17    | Dallas Stars       | NHL        | 77  | 26  | 43  | 69  | 66  | —  | —  | —  | —  | —  |
| 2017–18    | Dallas Stars       | NHL        | 82  | 36  | 43  | 79  | 54  | —  | —  | —  | —  | —  |
| NHL totalt | NHL totalt         | NHL totalt | 667 | 254 | 342 | 596 | 504 | 19 | 9  | 11 | 20 | 14 |

### Internationellt

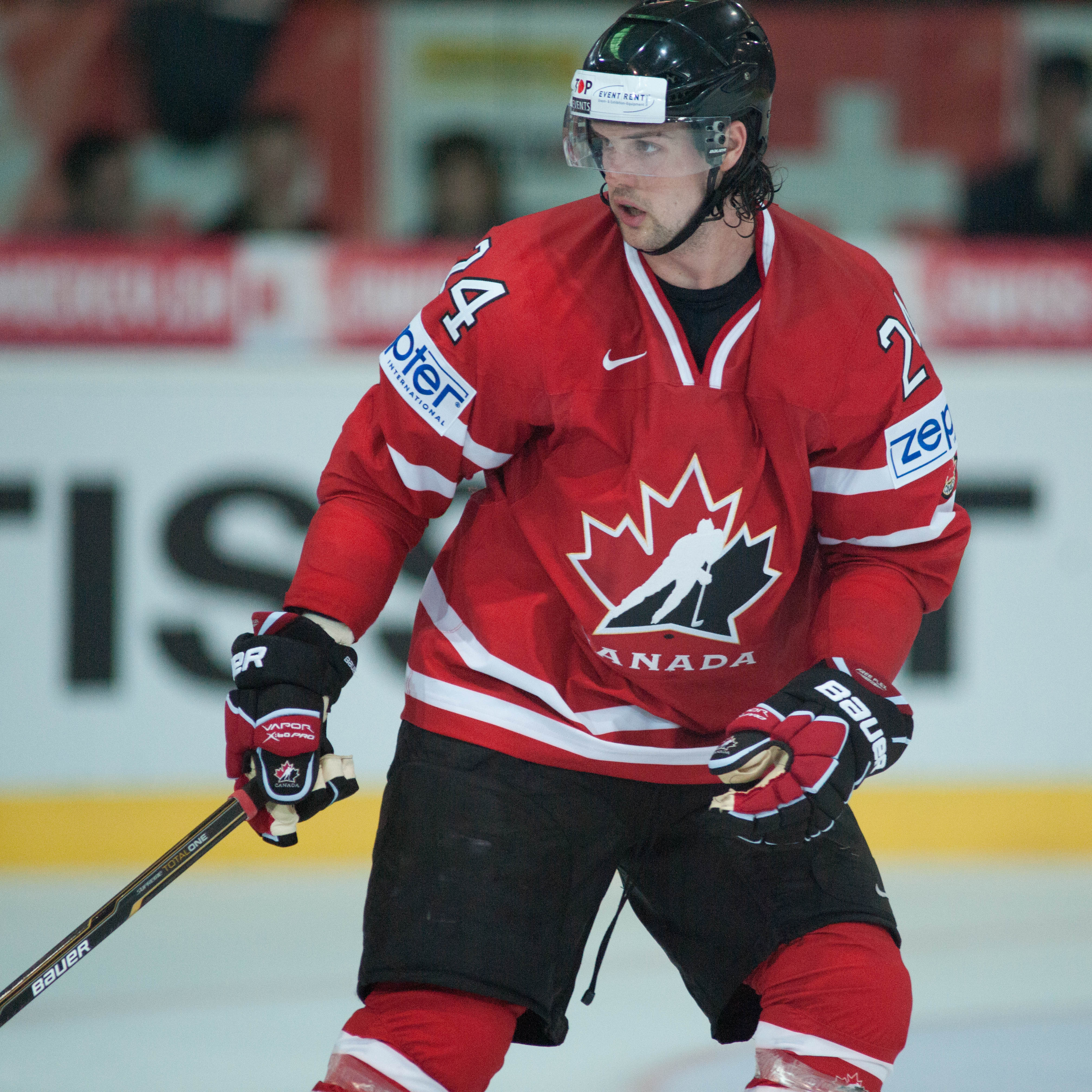
Benn med det kanadensiska landslaget under VM 2012.

| År            | Lag           | Turnering     |    | Matcher | Mål | Assist | Poäng | Utv. |
| ------------- | ------------- | ------------- | -- | ------- | --- | ------ | ----- | ---- |
| 2009          | Kanada        | JVM           | 6  | 4       | 2   | 6      | 4     |      |
| 2012          | Kanada        | VM            | 8  | 3       | 2   | 5      | 4     |      |
| 2014          | Kanada        | OS            | 6  | 2       | 0   | 2      | 4     |      |
| Junior totalt | Junior totalt | Junior totalt | 6  | 4       | 2   | 6      | 4     |      |
| Senior totalt | Senior totalt | Senior totalt | 14 | 5       | 2   | 7      | 8     |      |